# Discias serratirostris
Discias serratirostris är en kräftdjursart som beskrevs av Lebour 1949. Discias serratirostris ingår i släktet Discias och familjen Disciadidae. Inga underarter finns listade i Catalogue of Life.